# Scheemda
Scheemda – dawna gmina i miasto w Holandii, w prowincji Groningen, która w 2010 r. weszła w skład gminy Oldambt.
Najważniejsze miejscowości gminy to: Heiligerlee, Midwolda, Nieuw-Scheemda, Nieuwolda, Oostwold, Scheemda, 't Waar oraz Westerlee.